# Igor Mirčeta
Igor Mirčeta (Šibenik, 1986. december 12. –) szerb labdarúgó, jelenleg a görög harmadosztályban szereplő Platanias FC játékosa. Habár rendelkezik horvát állampolgársággal is a szerb mellett, szerb nemzetiségűnek vallja magát. A horvát útlevelének köszönhetően az EU-s országokban könnyebben kaphat munkavállalási engedélyt és a sok országban bevezetett EU-n kívüli játékosok számát korlátozó intézkedések sem vonatkoznak rá a horvátokkal kötött különmegállapodás értelmében.
2008 júliusában 5 évre szóló szerződést írt alá a ZTE-hez. Itt az NB I-ben nem lépett pályára, az NB II-ben 12 mérkőzésen 3 gólt szerzett.
2009 januárjában közös megegyezéssel szerződést bontottak és Igor a görög másodosztályban szereplő PS PAO Kalamata csapatához szerződött.